# Мельничный (Залесовский сельсовет)
Мельничный — упразднённый посёлок в Залесовском районе Алтайского края. На момент упразднения входил в состав Залесовского сельсовета. Исключен из учётных данных в 1987 году.

## География
Располагался на реке Мельничная (приток реки Чумыш), на расстоянии приблизительно 7 км (по-прямой) к юго-западу от поселка Муравей.

## История
В 1928 году посёлок состоял из 57 хозяйств. В административном отношении входил в состав Ново-Глушинского сельсовета Чумышского района Барнаульского округа Сибирского края.
Решением Алтайского КИКа от 05 июня 1987 года № 237 населённый пункт, исключен из учётных данных.

## Население
По данным переписи 1926 года в посёлке проживало 236 человек (119 мужчин и 117 женщин), основное население — русские.